# Five Nights at Freddy’s 2
Five Nights at Freddy’s 2 (с англ. — «Пять ночей у Фредди 2») — независимая компьютерная игра в жанрах point-and-click и survival horror, разработанная и изданная в 2014 году американским игровым дизайнером Скоттом Коутоном. Вторая часть во франшизе Five Nights at Freddy’s. Действие игры происходит в пиццерии под названием «Freddy Fazbear’s Pizza», главным героем является ночной охранник Джереми Фритцджеральд, вынужденный обороняться от «оживающих» по ночам аниматроников, которые норовят проникнуть к нему в офис. Как и в предыдущей игре, игрок может отслеживать аниматроников с помощью планшета с камерами наблюдения, однако появились нововведения в геймплее — например, надевание маски для избежания обнаружения, если противник проник в офис. В случае проникания аниматроника в офис, персонаж игрока погибает, и игра заканчивается. Как и в первой части, сюжет подаётся через телефонные звонки, однако теперь появились стилизованные под видеоигры времён Atari 2600 мини-игры, дающие представление об истории пиццерии.
Скотт Коутон официально анонсировал Five Nights at Freddy’s 2 в сентябре 2014 года. Выход игры для персональных компьютеров под управлением Windows состоялся 10 ноября 2014 года, хотя выйти должна была 25 декабря. 12 и 20 ноября были выпущены мобильные версии на Android и iOS, соответственно. В ноябре 2019 года Five Nights at Freddy’s 2 была портирована на консоли PlayStation 4, Xbox One и Nintendo Switch. Игра получила смешанные отзывы от критиков — её хвалили за атмосферу и скрытый сюжет, однако критиковали за повышенную сложность. В 2015 году были выпущены Five Nights at Freddy’s 3 и Five Nights at Freddy’s 4. В декабре 2025 года состоится одноимённая экранизация игры, над которой работает Blumhouse Productions.

## Игровой процесс
Five Nights at Freddy’s 2 представляет собой игру в жанре survival horror с элементами point-and-click. Игрок управляет ночным охранником, работающим в пиццерии «Freddy Fazbear’s Pizza», который должен пережить свою смену, длящуюся с 12 часов ночи до 6 часов утра, и не попасться на глаза аниматроникам, которые бродят по зданию и охотятся на главного героя.
Подобно предыдущей части, персонаж игрока не может ходить и сидит один в офисе. Он может смотреть в планшет с камерами наблюдения для слежки за противниками. Офис игрока имеет три входа — центральный коридор и два боковых вентиляционных отверстия, и в отличие от первой части, здесь все входы не закрываются, и аниматроники могут беспрепятственно проникнуть внутрь.
За игроком охотятся сломанные версии аниматроников из первой части — медведь Фредди, кролик Бонни, курица Чика и лис Фокси, и новые антагонисты — «игрушечные» версии Фредди, Бонни и Чики, Марионетка, Мальчик с шариками и лисица Мангл. Игрок может светить фонариком центральный вход, чтобы замедлить их движение, и надеть маску аниматроника для избежания обнаружения противниками. Однако пока персонаж находится в маске, он не может использовать фонарик и планшет с камерами; она также не работает на Фокси и Марионетке. Марионетка не нападает в том случае, если игрок заряжает музыкальную шкатулку на одной из камер, а против Фокси работает только фонарик. Если в первой части был постепенно истощающийся счётчик энергии, то во второй персонаж может использовать камеры неограниченное количество раз, однако может разрядиться фонарик — если прибор разряжается, то игрок становится уязвимым для атаки.
Игрок погибает если в его офис проник аниматроник — только Мальчик с шариками не может атаковать охранника, он отключает фонарик. В случае гибели в редком случае запускаются стилизованные под проекты на Atari 2600 мини-игры, дающие минимальные сведения о сюжете. Игра имеет пять уровней, именующихся «ночами». С каждой «ночью» сложность игры повышается. Как только игрок пройдёт пять основных «ночей», в игровом меню появляется звёздочка и открывается доступ к более сложной, шестой «ночи». Завершение шестой «ночи» открывает седьмую «ночь», в котором, в отличие от остальных уровней, игрок может настроить искусственный интеллект каждого аниматроника.

## Сюжет
Главным героем является ночной охранник пиццерии «Freddy Fazbear’s Pizza» Джереми Фитцджеральд. Каждую ночь ему оставляет голосовые сообщения неназванный сотрудник заведения, в которых даёт Джереми советы по противодействию аниматроникам и рассказывает предысторию пиццерии. Так называемый «Телефонный парень» объясняет охраннику, что аниматроники оснащены программным обеспечением для распознавания лиц, подключённым к криминальной базе данных, с целью защиты детей от вероятного вреда. Однако роботы не запрограммированы на ночной режим — если они замечают тишину, они ищут ближайший источник шума, чтобы найти людей для развлечения, которым оказывается офис службы безопасности. Главному герою также объясняют, что некоторые старые аниматроники также владеют этой технологией, которая хранится в месте с запасными частями.
По мере прохождения игроку сообщают о полицейском расследовании в пиццерии. Согласно мини-играм, до основных событий игры произошло убийство нескольких детей неким парнем фиолетового цвета. На пятую ночь Джереми сообщают, что пиццерия закрывается из-за неуточнённых событий, а в конце он получает чек с зарплатой.
В шестую ночь «Телефонный парень» объясняет, что пиццерия временно закрыта, а Джереми Фитцджеральд со временем будет переведён на дневную смену. После её окончания игроку показывают газету с новостью, в которой говорится о закрытии ресторана, а новые аниматроники будут уничтожены, также их «старые» аналоги будут сохранены до повторного открытия. В седьмую ночь игрок управляет Фрицем Смитом, однако по её окончании Смита увольняют.

## Анонс и выход
13 сентября 2014 года разработчик Five Nights at Freddy’s Скотт Коутон опубликовал на своём веб-сайте тизерное изображение сиквела. В октябре того же года был выпущен трейлер и появилась страничка в Steam Greenlight, вскоре после этого стала доступна демоверсия второй части. Five Nights at Freddy’s 2 была выпущена 11 ноября на Windows в Steam, раньше запланированной даты выхода — 25 декабря. Мобильные версии для Android и iOS стали доступны 12 и 20 ноября соответственно. 29 ноября 2019 года игра была портирована на консоли PlayStation 4, Xbox One и Nintendo Switch, вместе с первой, третьей и четвёртой частями. В октябре следующего года игра стала доступна по подписке Game Pass для Xbox и Windows, а также для Android.

## Отзывы критиков
| Сводный рейтинг    | Сводный рейтинг      |
| Агрегатор          | Оценка               |
| ------------------ | -------------------- |
| GameRankings       | 75 % (PC) 80 % (iOS) |
| Metacritic         | 62/100               |
| Иноязычные издания |                      |
| Издание            | Оценка               |
| Destructoid        | 7/10                 |
| Nintendo Life      | 6/10                 |
| PC Gamer (US)      | 70/100               |
| TouchArcade        | [ 3 ]                |

Согласно сайту-агрегатору Metacritic, ПК-версия Five Nights at Freddy’s 2 получила 62 балла из 100, что, по критериям сайта, указывает на «смешанные отзывы». Некоторые критики порекомендовали Five Nights at Freddy’s 2 поклонникам первой части. Шон Масгрейв из TouchArcade посчитал, что вторая часть превосходит свою предшественницу благодаря улучшениям в геймплее и сюжете. Ник Роуэн из Destructoid написал, что игра улучшила концепцию оригинала и сделала её более сложной.
Одним на наиболее высокооценённых аспектов Five Nights at Freddy’s 2 стала атмосфера. Надя Оксфорд из Gamezebo отметила звук, скримеры и аниматроников, сказав, что в сумме это даёт пугающую игру. Омри Петитт из PC Gamer написал, что во второй части отличное окружение, а Скотт Коутон «ещё больше прокачивает свои навыки в создании хорроров». Критики также положительно оценили сюжет. Ник Роуэн назвал сюжет «сложным и таинственным», а добавленные мини-игры — «интригующими» и «тревожащими». TouchArcade посчитал, что сюжет всё такой же «загадочный», однако в сравнении с первой частью, он «менее утончённый».
Рецензенты критиковали повышенную сложность игры . Шон Масгрейв написал, что здешняя сложность отпугнёт не заинтересованных с оригиналом игроков, а Надя Оксфорд сочла, что возросшее количество аниматроников сделало игру «ошеломляющей». Омри Петитт утверждал, что постоянное давление геймплея на игрока лишает ужаса и атмосферы. Рецензируя версию для Nintendo Switch, Митч Фогель из Nintendo Life писал, что количество заданий, которые игроку приходилось выполнять, сделало геймплей не пугающим, а напряжённым, что заставляет чувствовать себя ещё хуже, чем в первой части. Скримеры критики оценили положительно, хотя часть из них отмечала, что со временем они приедаются. Ник Роуэн писал, что скримеры действительно пугают, но они становятся не страшными если их игрок видит слишком часто. Митч Фогель посчитал, что они потеряли свою привлекательность из-за возросшей сложности геймплея, заявив, что стресс от игры сделает их, скорее, предсказуемыми.
В сентябре 2023 года сайт GameRant поставил вторую часть на шестое место своего топа лучших игр во франшизе Five Nights at Freddy’s.